# تادأكي كاواهارا
تادأكي كاواهارا (باليابانية: 河原 忠明) (23 يونيو 1968 في فوكوكا في اليابان – )؛ هو لاعب كرة قدم سابق كان يلعب كمدافع.